# Malukandra
Malukandra is een kevergeslacht uit de familie van de boktorren (Cerambycidae). De wetenschappelijke naam van het geslacht werd voor het eerst geldig gepubliceerd in 2010 door Santos-Silva, Heffern & Matsuda.

## Soorten
Malukandra omvat de volgende soorten:
- Malukandra heterostyla (Lameere, 1902)
- Malukandra hornabrooki Santos-Silva, Heffern & Matsuda, 2010
- Malukandra jayawijayana Santos-Silva, Heffern & Matsuda, 2010